# João Paulino de Azevedo e Castro

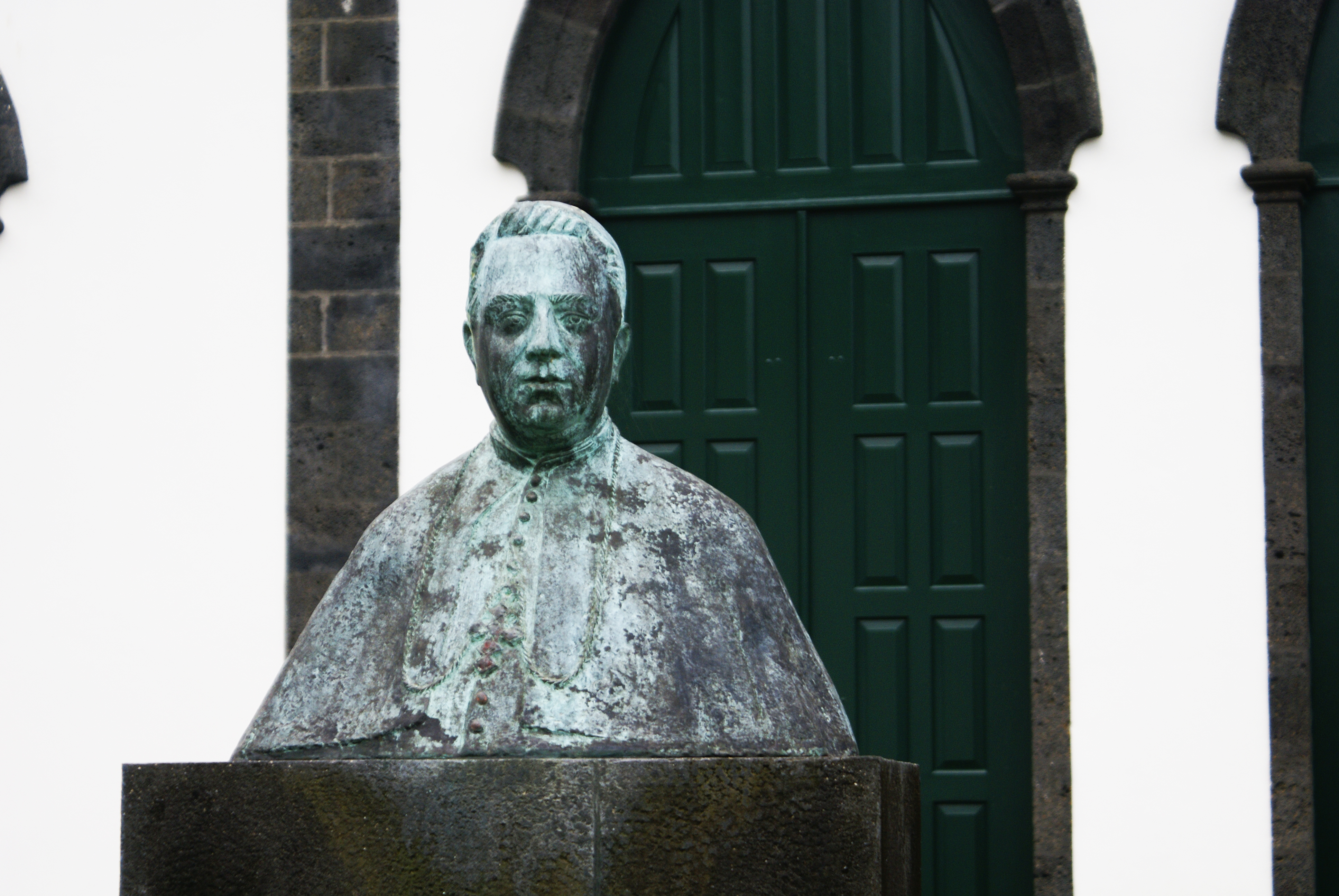
D. João Paulino de Azevedo e Castro, 19.º bispo de Macau, busto frente à Igreja da Santíssima Trindade.

D. João Paulino de Azevedo e Castro (Lajes do Pico, 4 de Fevereiro de 1852 — Macau, 17 de Fevereiro de 1918) foi o 19.º bispo de Macau, tendo governado a Diocese entre 1902 e 1918.

## Biografia
João Paulino de Azevedo e Castro nasceu na vila das Lajes do Pico, filho de Amaro Adriano de Azevedo e Castro e de Maria Balbina Carlota de Bettencourt, conhecida como a ‘’morgada’’ dadas as suas relações de parentesco com a antiga aristocracia local.
Frequentou entre 1869 e 1874 o Liceu da Horta, onde completou os estudos preparatórios, ingressando seguidamente no Seminário de Coimbra. Matriculou-se posteriormente no curso de Teologia da Universidade de Coimbra, na qual se formou em 1879. Recebeu em Coimbra as ordens eclesiásticas menores, sendo conhecido entres estudantes do tempo pela sua inteligência e pelo uso de uma longa barba (a que jocosamente chamavam de barba paulina).
Nesse mesmo ano de 1879 regressou aos Açores, onde a 31 de Agosto, em Angra do Heroísmo, foi ordenado sacerdote pelo bispo D. João Maria Pereira do Amaral e Pimentel. O padre João Paulino, nome pelo qual ficou conhecido nos Açores, celebrou a sua primeira missa na Igreja Matriz das Lajes do Pico a 14 de Setembro de 1879. Foi ordenado de presbítero no mesmo dia que o seu irmão mais velho, o padre Francisco Xavier de Azevedo e Castro e também no mesmo dia celebraram a sua primeira missa.
Sendo encardinado na Diocese de Angra, foi colocado logo no ano em que se ordenou na cidade de Angra do Heroísmo, onde iniciou funções como professor do Seminário Episcopal de Angra. Homem de saber eclético, foi encarregue da leccionação de múltiplas disciplinas do curso do seminário, entre as quais teologia dogmática, direito canónico, geografia, história, filosofia e francês. O padre João Paulino residiria durante 23 anos no Seminário de Angra, cumulando com o cargo de professor a missão de vice-reitor nos últimos 16 anos, lugar para o qual foi nomeado em 1888. Professor distinto e respeitado, criou no Seminário um Museu de História Natural, que depois viria a ser o embrião do Gabinete de História Natural do Liceu de Angra do Heroísmo. Parte da peças então coleccionadas estão hoje à guarda da [Escola Secundária Jerónimo Emiliano de Andrade]. Instituição herdeira daquele estabelecimento de ensino.
Para além das suas funções docentes, foi presidente da comissão administrativa do Asilo de Mendicidade de Angra do Heroísmo (1894-1902) e director do Boletim Eclesiástico dos Açores, cargo em que demonstrou o seu discernimento em assuntos de direito canónico e civil. Era considerada uma das figuras eclesiásticas mais distintas de então, desempenhando vários cargos de responsabilidade e de honra.
Em 1889 foi apresentado cónego da Sé de Angra e em 1890 foi elevado à dignidade de tesoureiro-mor da mesma Sé. Em 1891 nomeado arcediago, cargo que não chegaria exercer por ter sido entretanto apresentado para prelado de Macau. A apresentação para o lugar foi iniciativa do então Ministro da Marinha e Ultramar, o açoriano Jacinto Cândido da Silva, que havia sido seu contemporânea na Universidade de Coimbra.
A Santa Sé, por bula do papa Leão XIII datada de 9 de Junho de 1902, confirmou-o como bispo de Macau. A sagração episcopal ocorreu a 27 de Dezembro de 1902, na Igreja de Nossa Senhora da Guia do extinto Convento de São Francisco de Angra, imóvel onde então se encontrava instalado o Seminário Episcopal. Foi consagrante D. José Manuel de Carvalho, o recém-empossado bispo de Angra, mas que fora o anterior bispo de Macau, que assim sagrava o seu sucessor apostólico. Esta foi a primeira sagração episcopal realizada nos Açores, despertando grande interesse e emoção. A cerimónia foi relatada no Boletim Eclesiástico dos Açores
D. José Paulino partiu de Angra para Lisboa, com destino a Macau, no dia 6 de Fevereiro de 1903, tendo sido muito concorrida a cerimónia da sua despedida.
Em Lisboa tratou junto do Ministério da Marinha e Ultramar dos negócios pendentes da sua cúria, partindo a 23 de Março de 1903 com destino a Lurdes e Roma. No Vaticano foi recebido em audiência particular pelo papa Leão XIII, partindo depois para Bombaim e dali para Macau. Escalou os portos de Malaca e Singapura, então parte da sua  jurisdição episcopal.
D. José Paulino tomou posse da Diocese de Macau a 4 de Junho de 1903, data em que chegou a Macau. Naquele mesmo ano fundou a 17 de Julho de 1903 o Boletim Eclesiástico da Diocese de Macau, o qual se manteria em publicação até à actualidade. Iniciou também uma enérgica acção pastoral, não só em Macau, mas em toda a vasta área do sueste asiático que então se encontrava integrada naquela diocese.
Visitou as missões do Estreito de Malaca e Singapura (cidade onde a 5 de Junho de 1904 abençoou a primeira pedra da Igreja de São José), Timor (1905) e Hainan (1906), áreas onde fomentou o zelo missionário e a criação de novas escolas e missões. No ano de 1906, fundou em Macau o Orfanato da Imaculada Conceição, que entregou à direcção dos Salesianos. O foi primeiro director do orfanato foi Luigi Versiglia (1873-1930), depois bispo titular de Carystus e vigário-apostólico de Shiuchow (hoje Shaoguan), mártir e santo da Igreja Católica Romana.
Reorganizou as missões católicas no então Timor Português, ao tempo parte da diocese de Macau. Dedicou-se com igual energia ao governo diocesano, criando novas missões, colégios e aulas no seminário, então o principal estabelecimento de ensino de Macau. Por várias vezes presidiu ao conselho governativo da Província de Macau, na ausência do governador.
Outra das suas preocupações foi a delimitação das áreas sob jurisdição da diocese de Macau, em particular a delimitação entre a sua diocese e a Prefeitura Apostólica de Kuangtung (Cantão), não apenas nas áreas adjacentes, mas também nos territórios do sudoeste da China. A questão foi suscitada por solicitação do governo francês junto da Sagrada Congregação de Propaganda, já que os Governos de Portugal e da França estavam interessados na fixação de novas delimitações à diocese de Macau e Prefeitura Apostólica de Cantão, esta sob jurisdição francesa.
Neste processo conseguiu em 1908 o retorno à diocese de Macau, e por consequência ao Padroado Português no Extremo Oriente, da Prefeitura Apostólica de Shiu-Hing (hoje Zhaoqing), que havia sido sem sucesso permutada com a ilha de Hainan, devolvida ao domínio do prefeito apostólico de Cantão.
Ainda no âmbito da reestruturação da Diocese de Macau, em 1911 entregou a província de Heung-Shan (actual Zhongshan) à administração espiritual dos Salesianos e em 1913 repartiu a Prefeitura de Shiu-Hing entre os jesuítas e os sacerdotes diocesanos.
Interessou-se pelo problema jurídico e espiritual do Padroado Português no Extremo Oriente, redigindo e publicando em 1917 a obra Os Bens das Missões Portuguesas na China. Também produziu e publicou uma vasta obra pastoral, incluindo numerosas provisões e escritos de natureza doutrinal, os quais foram reunidos e publicados postumamente por iniciativa da Fundação de Macau.
Na sua ida para Macau, D. João Paulino levou como secretário particular, o então seminarista José da Costa Nunes, seu conterrâneo da ilha do Pico, que haveria de lhe suceder no cargo e atingir o cardinalato.
Manteve sempre o desejo de regresso aos Açores, mas faleceu em Macau. Em 6 de Fevereiro de 1923 foram os seus restos mortais solenemente trasladados para a vila das Lajes do Pico, onde hoje é lembrado na toponímia e onde existe um monumento em sua memória. Também é lembrado na toponímia de Macau.

## Obras publicadas
- A pastoral sobre o amor à pátria e estudo da língua nacional. Macau.
- Notas históricas sobre os bispos de Macau. Macau.
- Os Bens das Missões Portuguesas na China. Macau: 1917;
- Textos de D. João Paulino. Macau: Fundação de Macau, 1996;
- Nossa Senhora de Lourdes: Aparições, Milagres e Culto. Macau: Fundação de Macau, 1997;
- Provisões e Outros Escritos I. Macau: Fundação de Macau, 1997;
- Provisões e Outros Escritos II. Macau: Fundação de Macau, 1997.